# 配線略図
配線略図（はいせんりゃくず）は、
1. 鉄道において、線路と線路のつながりを、直線と記号を用いて表したものをさす。以下に解説する[独自研究?]。
2. 電気回路において、直線と記号を用いて表したものをさす。以下に解説する[独自研究?]。

## 鉄道における配線略図
鉄道での配線略図とは、
- 本線と、分岐線がどのようにして分岐または合流するのかを原則として直線とその線から45°で書いたものである[独自研究?]。
- 駅構内において下記のようにして書いたものである[独自研究?]。

| 線路                        | 車止め                            | 進行方向                         |
| 片開き分岐                  | ダイヤモンドクロッシング（斜交）  | ダイヤモンドクロッシング（直交） |
| 両開き分岐                  | シングルスリップスイッチ          | 立体交差                         |
| 三枝分岐                    | ダブルスリップスイッチ            | 留置線、操車場等                 |
| 片渡り線 （シングルクロス） | 両渡り線 （シーサスクロッシング） | プラットホーム（片面）           |
| 片渡り線 （シングルクロス） | 両渡り線 （シーサスクロッシング） | プラットホーム（両面）           |
| トンネル                    | 踏切                              | 駅舎                             |

| ← 太田川方面 | 配線略図の例（名鉄常滑線 西ノ口駅） | → 常滑方面 |
| 凡例 出典:   |                                     |            |

## 電気回路においての配線略図
電気回路での配線略図とは、
- 出力装置（コンセント、乾電池等）から抵抗（抵抗器、モーター、電球等）や計測装置（電圧計、電流計）などのつながりを、直線と記号を用いて表したもののこと[独自研究?]。
- 電気機器において、抵抗（抵抗器、モーター等）やトランジスタなどのつながりを、直線と記号を用いて表したもののこと[独自研究?]。